# Zamirbek Jumagulov
Zamirbek Jumagulov est un ancien footballeur kirghize né le 17 janvier 1972 dans la province de Bichkek (capitale du Kirghizistan).
Il compte 18 sélections et 3 buts marqués pour l'équipe du Kirghizistan.